# Bauopfer

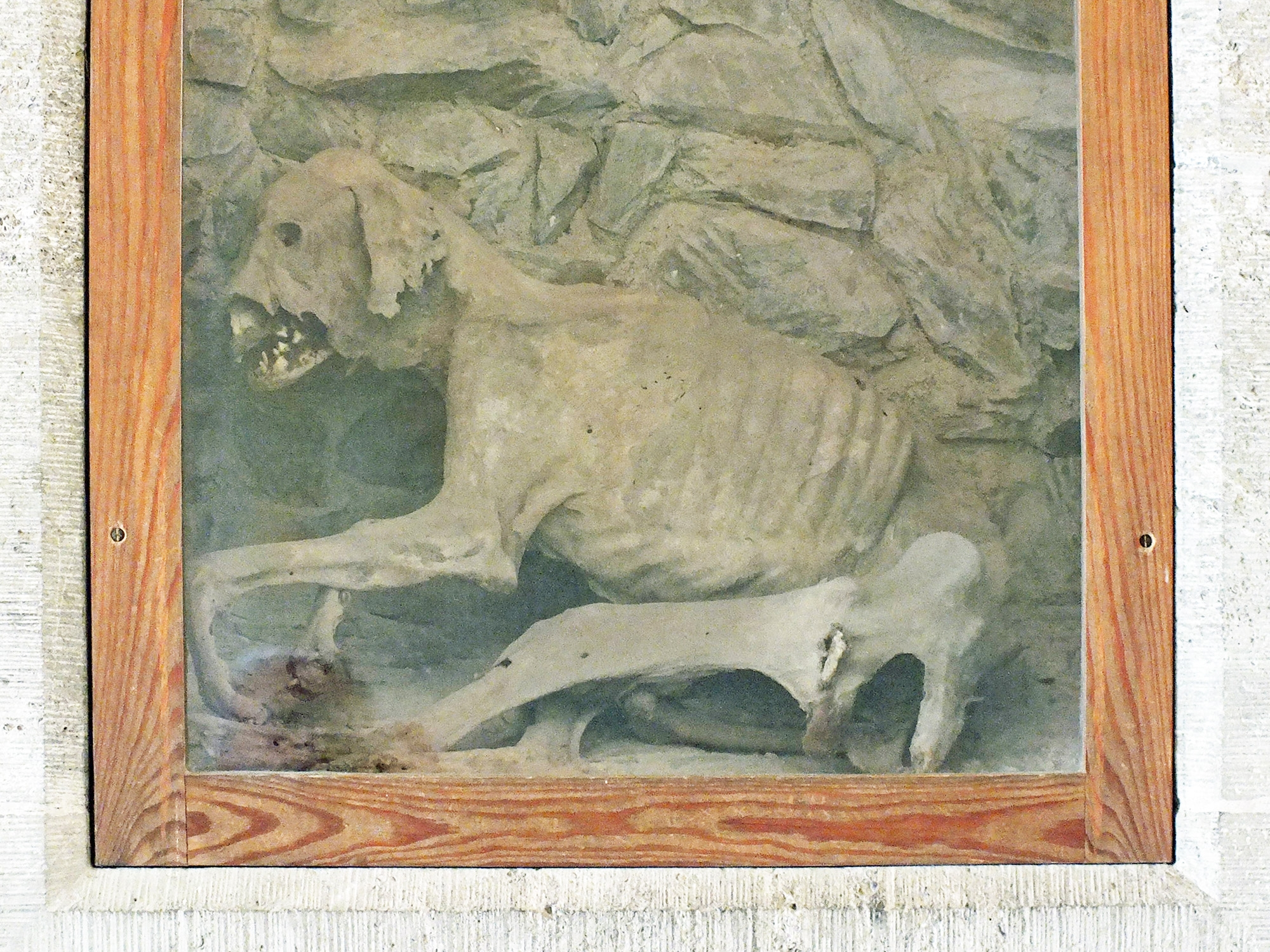
Ein auf Schloss Burgk bei der Errichtung lebendig eingemauerter Hund

Ein Bauopfer ist ein vor oder während der Errichtung von Bauwerken dargebrachtes Opfer. Es soll den Bestand des Bauwerkes sichern bzw. den mit dem Bau verfolgten Zweck befördern. Die Übergänge von Bauopfer und Opfer zur Verehrung eines Hausgeistes oder gar zum Totenkult sind fließend. Als sicheres Identifizierungsmerkmal gilt, dass das Opfer unter dem Fußboden oder dem Herd oder unter der Wand so angebracht ist, dass es unsichtbar blieb.

## Vor- und Frühgeschichte
Kultische Deponierungen innerhalb des Hauses und der Hauskonstruktion sind seit der Einführung von Ackerbau und Viehhaltung mit neolithischen Bauwerken verknüpft. Die Deponierungen gelten in der Forschung als Bauopfer. Es handelt sich um Steingeräte, die einzeln oder zu mehreren gefunden werden, um zumeist vollständige Gefäße und um Skelette oder Teilskelette von Menschen und Tieren.
In Südskandinavien offenbart sich im Laufe des Neolithikums eine Sitte, die durch die Niederlegung so genannter Bauopfer zu charakterisieren ist. Die Befunde und deren Verbreitungsabfolge verdeutlichen, dass Vorstellungen aus dem südöstlichen Europa in den Norden gelangten. Doch sind die Ursprünge der Ideen in der Levante zu suchen. Sie scheinen von dort nach Europa vorgedrungen zu sein.
Der Hauptteil derartiger Funde stammt aus Pfostengruben, die eine Gleichzeitigkeit mit dem Bauprozess belegen. Bevorzugter Deponierungsort waren die Gruben der Eckpfosten die über ein Drittel der Befunde aufweisen.
Weitere Deponierungen erfolgten in den Wandgräbchen oder unter dem Fußboden. Zahlenmäßig dominierend ist das Auftreten von Steingeräten, vor allem von Beilen. Die Bedeutung von Beilen in vor- und frühgeschichtlicher Zeit sowie die abergläubische Behandlung von Beilfunden bis in die Neuzeit hinein, sind allgemein bekannt. Aus diesem Grund kann für die Beildeponierung eine Vielzahl von Interpretationen erwogen werden. Eine Niederlegung als Bauopfer ist dabei nicht auszuschließen. Im Neolithikum lassen sich eindeutige Tendenzen in der zeitlichen Häufung von Deponierungen erkennen. Treten Befunde dieser Art mit dem Frühneolithikum noch sporadisch auf, so steigert sich ihre Anzahl bereits in mittelneolithischer Zeit. Auch Megalithanlagen scheinen mit Bauopfern bedacht worden zu sein (Sh. Megalithanlagen von Hagestad). Die Mehrzahl der Befunde stammt jedoch aus dem Spätneolithikum.

### Frühneolithische Siedlung von Sofia-Slatina
Ein Befund vom Beginn des 6. Jahrtausends stammt aus der frühneolithischen Siedlung von Sofia-Slatina, in Bulgarien. Hier wurde ein ebenerdiger Pfostenbau mit leicht trapeziodem Grundriss und etwa 17 m² Grundfläche ausgegraben, dessen lehmverputzte Wände aus Pfosten und Flechtwerk bestanden. Es handelt sich um ein Zweiraumhaus, wie es für neolithische und chalkolithische Siedlungen dieses Raumes typisch ist. Der winzige nördliche Teil des Hauses wurde als Werkstatt und Lager gedeutet. Der südliche Raum war Arbeits-, Schlaf- und Wohnraum. Hier fanden sich eine Feuerstelle, ein Kuppelofen, eine Plattform, ein Webstuhl, ein Mahlstein mit einer davor liegenden Mehlmulde, 18 Vorratsgefäße sowie zwei hölzerne Bettgestelle.
Mehrere Funde in dem Gebäude deuten auf kultische Niederlegungen. Zunächst fand man in der südwestlichen Ecke des kleineren Bereiches ein kleines Tonmodell, das als Miniaturaltar anzusehen ist, vom Ausgräber jedoch als Hausmodell bezeichnet und als kultische Wohnstätte des häuslichen Schutzgeistes interpretiert wurde. In der Nordwestecke des Hauptraumes entdeckte man unter dem Fußboden eine vollständige Tonschüssel, in der Nahrungsreste festgestellt werden konnten. Die Schüssel war mit einer weißen Bemalung verziert, die vom Ausgräber als „Fruchtbarkeitskranz“ gedeutet und der Befund als Bauopfer interpretiert wird.
In einer Aussparung der Südwand befand sich in einer Höhe von 1,8 m eine bienenkorbförmige Nische von 10 × 26 cm und einer Tiefe von 18 cm. Unmittelbar unterhalb der Nische entdeckte man zwei kleine Tonfiguren (eine Frau und einen Stier – Göttin und Gott), die wahrscheinlich ursprünglich in der Nische standen. Schließlich befand sich in der Hausmitte neben den drei Pfosten eine zylinderförmige etwa 35 cm eingetiefte, fundleere Grube von 40 cm Durchmesser, die nach V. Nikolov möglicherweise zur Aufnahme von Speiseopfern diente und auf den Vollzug von Kulthandlungen deutet. Niederlegungen von Tierknochen oder vollständigen Tierskeletten sind innerhalb des Gebäudes nur vereinzelt nachzuweisen.

### Bandkeramik
In der bandkeramischen Siedlung Köln-Lindenthal fanden sich in einigen Wandgräben Feuersteinartefakte. Im Wandgraben des Gebäudes Nr. 50 dicht nahe dem nordöstlichen Eckpfosten lagen drei große Feuersteinklingen, die laut den Ausgräbern Werner Buttler und Waldemar Haberey vielleicht als Bauopfer zu deuten sind.
In Hienheim, Bayern, wurde der Grundriss eines 15,60 × 5,90 m großen Gebäudes (Nr. 29) der jüngeren Linienbandkeramik gefunden. In einer Wandpfostengrube stak ein Dechsel vom Typ II a, der mit der runden Seite nach unten gerichtet war. Das außerordentlich gut erhaltene Stück und die Fundumstände veranlassen den Bearbeiter, von einem Bauopfer zu sprechen.

### Stichbandkeramik
In der Pfostengrube des stichbandkeramischen Hausgrundrisses Nr. 1 von Stary Zamek (Altenburg, Landkreis Breslau) in Niederschlesien fand man ein Depot aus drei Steinbeilen und einem Halbfabrikat. Die Schneiden zeigen alle in nordwestliche Richtung. Nach M. Rech lässt sich dieser Fund in die rituell zu deutenden neolithischen Beildepots einordnen, die jedoch eine besondere Funktion besitzen.
Eine direkte Analogie stammt vom stichbandkeramischen Fundplatz von Mšeno, Okres Mělník in Böhmen. Hier fand man in der Pfostengrube 52 des Hauses No. 1 ein Depot, bestehend aus je zwei geschliffenen Beilen und Hammeräxten aus Schiefer, deren Schneiden, die Gebrauchsspuren zeigten, nach Norden bzw. Nordwesten gerichtet waren.

### Lengyel
Anfang der 1960er Jahre wurde von J. Vladár die lengyelzeitliche Siedlung von Branč in der Slowakei untersucht. Man fand u. a. fünf Großhäuser (etwa 30 × 8 m). In einem fand sich im nordöstlichen Eckpfostenloch ein Spondylusarmband, das der Ausgräber als Grundsteinlegungsopfer wertet. In einem weiteren Gebäude war auf der Sohle des nordöstlichen Eckpfostenlochs das etwa 12 cm lange, aus Ton gefertigte vollständige Modell einer Halbgrubenhütte niedergelegt. M. Rech sieht darin auf besonders eindrucksvolle Weise die abwehrende Komponente des Bauopfers. Auch für Hermann Müller-Karpe handelt es sich bei dem Befund um ein Bauopfer. Er verweist in diesem Zusammenhang auf nahe der Nordseite des Gebäudes paarweise liegende Gruben, die vom Ausgräber als Opfergruben gedeutet werden und deren auffallend regelmäßige Schichtung (15–20 Schichten) aus Asche, Gefäßresten, Holzkohle und Tierknochen bestand.

### Dänemark und Südschweden

#### Troldebjerg
Frühe Befunde dieser Art treten sporadisch mit dem Beginn der Trichterbecherkultur (TBK) in Dänemark auf. Werkzeugdepots fanden sich in den Wandgräben mehrerer Hausreste der mittelneolithischen Siedlung Troldebjerg, auf Langeland. So wurde im Wandgraben des Hauses No. XXV ein roh zugeschlagenes, ungeschliffenes Feuersteinbeil flach zwischen Stützsteine gelegt. Es zeigt mit der Schneide nach Süden. Nach Ansicht des Ausgräbers war es ein flüchtig und speziell für diesen Zweck gefertigtes Stück, das als Blitzschutz fungieren sollte. Auch J. Brønsted schreibt den unter den Hauswänden gefundenen Feuersteinbeilen eine Blitzabwehrmagie zu. Je ein Feuersteinbeil befand sich in den Wandgräben der Häuser VIII, B und C, wobei in letzterem außerdem ein Feuersteinmeißel gefunden wurde. Im Norden Troldebjergs wurden hufeisenförmige Hausgrundrisse mit Feuerstellen von bis zu 1,85 m Durchmesser ausgegraben, die nicht wie üblich aus Feldsteinen, sondern aus teilweise zerkleinerten Steinen bestanden. Von der Umgebung waren sie durch eine dünne Kiesschicht getrennt, was nach Ansicht des Ausgräbers, auf eine besondere Funktion hinweist.
Etwa 60 cm von dieser so genannten „Heiligen Feuerstelle“, befand sich eine 35 × 40 cm große Grube, die etwa 18 cm in den Boden eingetieft war. Auf dem Grubenboden stand ein gewissenhaft geschliffenes, dünnackiges Feuersteinbeil, von kleinen Steinen gestützt senkrecht mit der Schneide nach oben. Daneben stand die Bodenpartie eines Gefäßes, das bei der Niederlegung intakt war, denn die weiteren Scherben fanden sich in der Grubenfüllung. Der Befund führte zu verschiedenen Interpretationen:
- Für Jens Winther repräsentiert die Axt den Gott selbst, dem in dem Gefäß Opfer dargebracht wurden.[1] Laut Winther ist eine Donnergottheit gemeint, die man in der Eigenschaft als Gott der Fruchtbarkeit im Frühsommer um gute Ernten anrief.
- Laut Johannes Brøndsted (1890–1965) stand hier der Beilgott, neben dem ein Speise- oder Trankopfer aufgestellt wurde
- Für Hermann Hinz (1916–2000) handelt es sich um ein Hausheiligtum. Die Niederlegung spricht für eine kultische Handlung bzw. einen Ort mit einer bestimmten Verehrung. Ein Bauopfer, wie es Torsten Capelle vermutet, schließt Hinz aus.
- Hermann Müller-Karpe (1925–2013) bezeichnet den Befund vorsichtiger als Zeichen einer rituellen Handlung.

#### Blandebjerg
Parallelen zu der Kombination von Axt/Beil und Keramikgefäß finden sich auf weiteren trichterbecherzeitlichen Fundplätzen. Zwischen 1939 und 1942 wurde in Blandebjerg, auf Langeland, eine Siedlung der jüngeren Trichterbecherkultur ausgegraben. Dort entdeckte J. Winther eine 40 × 35 cm große und 30 cm tiefe Grube, die er als „Opfergrube“ bezeichnet. Auf dem Grubenboden fanden sich eine hochkant gestellte Axt und daneben die vertikale Hälfte eines verzierten Gefäßes. Bei der zerbrochenen Axt handelte es sich um ein Halbfabrikat das nicht geschliffen und ohne Schaftloch war. H. Müller-Karpe und T. Capelle halten es für ein Bauopfer, obwohl keine Verbindung zu einem Hausgrundriss erkennbar ist. Eine Parallele stammt aus dem frühneolithischen Haus Nr. 2 von Tygapil, in Schonen in Südschweden. Hier fand man ungefähr in der Hausmitte unter dem Fußboden eine runde Eintiefung, auf deren Boden ein kleines geschliffenes dünnackiges Feuersteinbeil und ein intakter etwa 10 cm hoher Trichterbecher deponiert waren.

#### Bornholm
Während der späten Trichterbecherkultur finden sich weitere Niederlegungen innerhalb des Hauses und seiner Konstruktion. In Runegård auf Bornholm, wurden 1979 in einer Siedlung aus der Eisenzeit mittelneolithische Befunde erkannt. Pfostengruben im nördlichen und westlichen Teil der Grabungsfläche, die nicht zu einem Hausgrundriss gefügt werden konnten, hatten runde Form mit Tiefen zwischen 60 und 70 cm. Aufgrund derer auf eine dachtragende Funktion der Pfosten geschlossen wird. In einer der Pfostengruben stand ein kleiner Trichterbecher mit der Mündung nach oben, dessen Bodenteil fehlte. In einer anderen befand sich ein grob zugehauenes Beil mit zerschlagener Schneide. In Limensgård auf Bornholm hat man 1985 eine mittel- bis spätneolithische Siedlung ausgegraben. Dabei wurde auch der schwach trapezoide ost-west orientierte Hausgrundriss AA mit etwa 16 m Länge untersucht, dessen schmalere Seite im Westen lag. Die fünf Mittelpfosten hatten Abstände von 2,5 bis 3,0 m und waren 30 bis 45 cm eingetieft. Zwischen den Mittelpfosten 31 und 32 befand sich eine Feuerstelle. In der Pfostengrube 31 wurde ein 21,3 cm langer Feuersteinmeißel gefunden, der nach Ansicht der Ausgräber als Hausopfer anzusprechen ist, da er absichtsvoll deponiert wurde. Etwa. 20 m südlich des Hauses AA entdeckte man den ebenfalls mittelneolithischen mit Y bezeichneten Hausgrundriss. Es handelt sich um ein im südlichen Teil gestörtes Haus, von etwa 18 m Länge und einer Breite von 6,2 m. Die fünf dachtragenden Mittelpfosten waren maximal 50 cm eingetieft. In der dachtragenden Pfostengrube No. 13 befand sich eine 9,7 cm lange Feuersteinklinge mit Gebrauchsspuren. In einer Pfostengrube des 40 m langen Langhauses S wurde eine Pfeilspitze mit eingezogener Basis gefunden. In einer Pfostengrube des Hauses R lag ein kleines, teilweise geschliffenes Feuersteinbeil.

#### Fosie
Im Spätneolithikum gibt es zahlreiche Gerätebeifunde in Pfostengruben und Wandverläufen die Mehrstückdeponien sind, oder an mehreren Stellen innerhalb des Hauses niedergelegt wurden. Der schwedische Fundort Fosie IV, in Schonen, erbrachte reichhaltige Funde in Pfostengruben und Wandverläufen. In dem etwa 14 m langen Hausgrundriss No. 11 fand man einen Schaber, in einem südlichen Wandpfosten eine Feuersteinklinge, im südwestlichen Eckpfosten und in je einem Pfosten in der Nordwand ein nicht näher bestimmbares bearbeitetes Gerät. Im Haus 12 lagen in den Pfostengruben besonders viele Gerätefunde, bei denen jedoch schwer zu bestimmen war, ob sie als reguläre Opferfunde zu betrachten sind, oder ob es sich um Artefakte handelt, die bei der Anlage des Hauses unabsichtlich in die Pfostengruben gelangten. Dabei handelt es sich um Einzelfunde von Schabern (darunter ein Miniaturschaber und ein Schaberfragment), eine flache herzförmige Pfeilspitze, ein unbestimmbares bearbeitetes Feuersteingerät und ein Dolchfragment, Im nordöstlichen Eckpfosten wurden ein Schaber, zwei Bohrer und ein retuschierter Feuerstein gefunden. Einen Beleg für einen Opferfund sehen die Bearbeiter im Befund 756 des Hauses No. 13, das mehrere Pfostenlochbeifunde erbrachte. Es handelt sich um einen Pfostenloch in der Südwand, in dem zwei breitschneidige Feuersteinbeile lagen. Für einen Opferfund spricht laut N. Björhem und U. Säfvestad, dass sich die Beile (von schlechter Qualität) nebeneinander im oberen Teil der Pfostengrube befanden. Das bedeutet zugleich, dass die äußere Form und die Handlung des Entäußerns das Wesentliche waren und nicht etwa die Qualität des Opfergutes. Ähnliches stellt auch M. Rech für die Materialqualität von Beilen in Depotfunden fest. Für Haus No. 16 sind fünf Pfostengruben mit Gerätefunden angegeben. Es handelt sich um Bohrer, Pfeilschaftglätter, Dolchspitzen, Schaber und Sichel. Im Langhaus No. 95 lag der gut bearbeitete Feuersteindolch vom Typ III in der Pfostengrube 4254. Da die Ausgräber von einer nachträglichen Erweiterung des Gebäudes ausgehen, war der Pfosten 4254 ursprünglich der südwestliche Eckpfosten. Im südöstlichen Eckpfosten lag ein Randleistenbeil aus Bronze, das nach N. Björhem und U. Säfvestad als unzweifelhafter Opferfund aufzufassen ist. Haus No. 95 mit einer Grundfläche von 180 m², war das größte der Siedlung.

#### Myrhøj
Haus D der Siedlung von Myrhøj auf Jütland war ein 7 × 14 m großes ost-west orientiertes Grubenhaus. An dessen Westseite konnten die Eckpfosten belegt werden. Das nordwestliche Pfostenloch enthielt drei Feuersteinabschläge, eine Beilschneide, ein vollständiges Beil, zwei Kernsteine und einen Klopfstein. Ein dicknackiges breitschneidiges Beil von 15 cm Länge mit der Schneide nach oben wurde aufrecht stehend im nördlichen Wandgraben gefunden. J. Aarup Jensen spricht von einer möglichen Votivniederlegung.

#### Malmö-Bellevuegården
Auch für Vergesellschaftungen innerhalb der Pfostengruben gibt es Beispiele. In einer Pfostengrube eines spätneolithischen Hausgrundrisses von Malmö-Bellevuegården, in Schonen, wurden 1989 fünf Beile ausgegraben. Als Parallele gilt der Befund aus dem Langhaus V der spätneolithischen Siedlung Anten. Hier fanden sich im südwestlichen Eckpfostenloch ebenfalls fünf Feuersteinbeile sowie ein natürlich geformter Feuerstein, der an beiden Enden Klopfspuren aufwies. Die Geräte waren aus schlechtem Feuerstein hergestellt und zeigten Unregelmäßigkeiten. Aus einem dachtragenden Pfostenloch des gleichen Hauses stammen 2,7 kg Keramik, eine feuerbeschädigte Pfeilspitze, ein Wetzsteinfragment, ein Kernstein und zwei Schaber. Aus einer Pfostengrube innerhalb der südlichen Wand stammt ein Gefäß.

### Tieropfer
In Dingolfing-Unterbubach in Bayern wurden die Pfosten- und Wandspuren eines frühneolithischen Hauses von mindestens 24 m Länge ausgegraben. Etwa drei Meter von der Nordostecke entfernt, unter der Schmalseite des Gebäudes war eine einen Meter lange Grube in das Wandgräbchen eingetieft, in der das vollständige Skelett eines jungen Rothirsches deponiert war. Auf dem Skelett lag eine 5,50 cm lange schmale Feuersteinklinge. Der Befund wird als Bauopfer interpretiert.
Als etwa zeitgleiche Parallele zu diesem Fund ist ein Befund aus der neolithischen Siedlung von Vučedol, Kroatien. Hier lag unter dem Hausfußboden neben dem Eingang eines Megaronhauses in einer Tiefe von 1,6 m eine Grube, in der man das vollständige Skelett eines Hirsches im anatomischen Verband fand. Vom Vorplatz dieses Hauses stammt der Fund eines 12 cm langen tönernen Hirsches, der anstelle des Geweihs eine runde Schale trägt. Nach Robert Rudolf Schmidt ist das Hirschidol mit der Opferschale als Sinnbild des Opferkultes zu verstehen, der wie das Opfer unter dem Haus zeigt, auch ausgeübt wurde. Für M. Rech liegt hier ein Bauopfer vor.
Ein weiterer als Bauopfer interpretierter Fund stammt aus Postoloprty in Böhmen. Im Fundamentgraben eines trapezoiden stichbandkeramischen Hauses mit Vorhalle und Hauptzimmer wurde eine rechteckige, 0,45 × 1,00 m große Steinplattenkiste freigelegt. Darin befanden sich die Knochen von Rind und Schaf/Ziege sowie Bruchstücke eines Gefäßes. Über die Dinge war ein Schweineschädel gelegt. Nach dem Ausgräber Bohumil Soudský ist der Befund als Gründungsdepot zu interpretieren.

### Menschenopfer
Laut dem Handwörterbuch des deutschen Aberglaubens waren die ursprünglichen Bauopfer Menschen, „die lebend in die Fundamente eingemauert wurden“. Die Autoren beziehen sich allerdings lediglich auf episodische mittelalterliche und neuzeitliche Beobachtungen.
In Whitehawk in Sussex wurden die Überreste eines siebenjährigen Kindes in einem Pfostenloch des Causewayed camp unter einer mit groben Ritzungen versehenen Platte gefunden. Dieser Fund weist, ebenso wie der eines dreijährigen Kindes mit zerbrochenem Schädel im Zentrum von Woodhenge, auf Menschen als Bauopfer.
Der Brauch, lebende Menschen vor der Errichtung einer Brücke, eines Damms oder einer Burg zu begraben, um deren Dauerhaftigkeit zu gewährleisten, ist auch aus Japan bekannt und wird hitobashira (人柱; „menschlicher Pfeiler“) genannt. Mythischen Überlieferungen zufolge soll es diese Praxis bis ins Mittelalter gegeben haben.

## Antike
In seinem Werk über René Girards mimetische Theorie beschreibt Wolfgang Palaver einige Beispiele für Bauopfer von der Antike bis in die Neuzeit. Das bekannteste Beispiel dürfte die Ermordung von Remus durch Romulus gewesen sein, welche das Fundament der Stadt Rom begründet. Im biblischen Zusammenhang ist es natürlich naheliegend hier auch an Kain und Abel zu denken, wo die Verweigerung der Entgegennahme eines Opfers Anlass für ein weiteres Opfer gewesen sein soll, diesmal in Gestalt eines Menschenopfers.
In Jos 6,26  wird von der Verfluchung des Mannes durch Josua berichtet, der Jericho wieder aufzubauen versucht, und in 1 Kön 16,34  wird erzählt, wie sich dieser Fluch in der Zeit Königs Ahabs erfüllt, als Hiel aus Bethel  Jericho wiederaufbauen ließ und dabei den ältesten und den jüngsten Sohn verlor, jeweils beim Setzen der Mauer und des Tores.

## Mittelalter und Neuzeit
Die für prähistorische Funde konstatierte Unsicherheit in der Interpretation von „Bauopfern“ gilt häufig auch für Funde der Mittelalterarchäologie. Insbesondere lässt sich die Einmauerung von Menschen als Abwehrzauber nicht sicher und nicht unmittelbar nachweisen. Zwar scheinen indirekt gewisse „Ersatzopfer“ auf ältere, grausamere Praktiken hinzudeuten: So wurden im Lübecker Schonenfahrerschütting kleine Sargmodelle mit Puppen aus der Zeit um 1710 vermauert gefunden.
Mehrfach sind Deponierungen von (lebenden?) Tieren, vor allem Hunden nachweisbar (Fund von 1739 im Mauerwerk des zweiten Torhauses von Schloss Burgk aus dem frühen 15. Jahrhundert). Die Deponierung von Eiern könnte als „gemäßigte“ Variante des Einmauerns von etwas Lebendem angesehen werden. Gelegentlich finden sich Gegenstände als Bauopfer: Gefäße mit Nahrungsmitteln, ein Knopf und ein Baumeisterzirkel (Bremer Dom, 13. Jahrhundert), ein gotisches Reliquienkreuz (Paderborn, Dom).
In Lettland wurden Lebewesen als Bauopfer unter einem Bau vergraben oder eingemauert. Sie sollen den genius loci besänftigen oder ihn zum Schutz des entsprechenden Gebäudes veranlassen.
Heute werden Urkunden und Zeitzeugnisse wie Zeitungen und Münzen anlässlich der Grundsteinlegung öffentlicher oder kirchlicher Gebäude, von drei Hammerschlägen begleitet, ins Fundament eingelassen.

## Literarische Darstellungen
- In Volksliedern und Sagen werden Bauopfer, oft auch Menschenopfer, häufig erwähnt.[7]
- In Theodor Storms Novelle Der Schimmelreiter (1888) spielt das Motiv des Deichopfers eine wichtige Rolle und reflektiert vielleicht in jener Zeit noch überlieferte, wenn auch nicht mehr praktizierte Gebräuche („soll Euer Deich sich halten, so muß was Lebiges hinein! … Ein Kind ist besser noch; wenn das nicht da ist, thut’s auch wohl ein Hund!“).[8]